# Ага Гусейн Ариф
Агахусейн Ариф (азерб. Ağahüseyn Arif; ум. 1805, Шуша, Карабахское ханство) — азербайджанский поэт XVIII века, автор газелей. Писал под псевдонимом Ариф.

## Жизнь
Агахусейн Ариф происходил родом из города Тебриз, но позже переехал в столицу Карабахского ханства, в Шушу. Скончался поэт в 1805 году в Шуше.
Ага Гусейн Ариф родился в Тебризе, получил хорошее образование в медресе. Под псевдонимом Ариф он написал ряд чувственных стихов. Был хорошо известен в поэтической среде Карабаха конца XVIII — начала XIX веков.
Ага Гусейн подверг критике в некоторых своих стихах поход Ибрагим Халил-хана Джеваншира на Тебриз. Однако позднее он был вынужден сам искать у него прибежище. Ариф переехал в Шушу, и карабахский хан встретил его с почестями, окружив вниманием и заботой, обеспечив жильём. Здесь Ага Гусейн продолжает плодотворно грудиться, пишет ряд своих произведений.
Умер поэт в 1813 году.

## Творчество
Ариф писал в основном газели и отражал в произведениях суровое положение своего времени. Он был современном таких поэтов, как Ага Масих Ширвани, Молла Панах Вагиф и Нишат Ширвани. Также изучал другие науки.
По сведениям, содержащимся в литературном исследовании Мухаммеда ага Мустахидзаде, Ага Гусейн Ариф относился к плеяде, творившей во времена Молла Панаха Вагифа и отличался своими глубокими познаниями в ряде наук. Природа щедро одарила его талантами, его называли поэтом от бога.